# Ой-Китай
Ой-Кита́й (укр. Ой-Китай, крымскотат. Oy Qıtay, Ой Къытай) — исчезнувшее село в Джанкойском районе Республики Крым, располагавшееся на севере района, примерно в 1 километре к северу от современного села Придорожное.

## История
Первое документальное упоминание села встречается в Камеральном Описании Крыма… 1784 года, судя по которому, в последний период Крымского ханства в Дип Чонгарский кадылык Карасубазарского каймаканства входили Кобан Кытай и Кытай — определить, который из них было предшественником Ой-Китая не представляется возможным. После присоединения Крыма к России (8) 19 апреля 1783 года, (8) 19 февраля 1784 года, именным указом Екатерины II сенату, на территории бывшего Крымского Ханства была образована Таврическая область и деревня была приписана к Перекопскому уезду. После Павловских реформ, с 1796 по 1802 год, входила в Перекопский уезд Новороссийской губернии. По новому административному делению, после создания 8 (20) октября 1802 года Таврической губернии, Ой-Кият был включён в состав Кокчора-Киятской волости Перекопского уезда.
По Ведомости о всех селениях в Перекопском уезде состоящих с показанием в которой волости сколько числом дворов и душ… от 21 октября 1805 года в деревне Ой-кият числилось 17 дворов и 96 жителей крымских татар. На военно-топографической карте генерал-майора Мухина 1817 года обозначена одна деревня Китай (видимо, совместно с Фазыл-Китаем) с 30 дворами. В «Ведомости о казённых волостях Таврической губернии 1829 года» Ой-Кият уже не записан (учитывались только жилые селения), а на картах 1836 и 1842 года обозначены развалины деревни Ой-Китай, видимо, оставлена вследствие эмиграции крымских татар в Турцию. В последний раз развалины Ой-Китая обозначены на трёхверстовой карте 1865 года (на карте с корректурой 1876 года его уже нет) и дальнейшем в доступных источниках не встречается.